# Jenson Button
Jenson Alexander Lyons Button MBE (Frome, 19 de janeiro de 1980) é um ex-automobilista britânico, campeão mundial de Fórmula 1 em 2009 pela equipe Brawn GP, além de vice-campeão em 2011 pela McLaren. Ele atualmente é consultor sênior da equipe de Fórmula 1 da Williams.
No dia 2 de junho de 2010, Button foi condecorado como Membro do Império Britânico pela Rainha Elizabeth II.

## Início de carreira
Jenson Button nasceu na cidade de Frome, localizada no distrito de Somerset, sudoeste da Inglaterra. Filho de John Button, ex-piloto de rallycross, e Simone Lyons, tem três irmãs mais velhas, Tania Katrina, Simone Chatal e Natasha Michelle, desde sua infância fora incentivado a seguir a carreira automobilística. Aos 8 anos já disputava campeonatos de kart e aos 11 conquistou o torneio juvenil de kart British Cadet Kart Championship. Em 1997 com apenas 17 anos foi o piloto mais jovem a ingressar no campeonato europeu de automobilismo Super A. No ano seguinte ganhou a Fórmula Ford Britânica, conquistando lugar na Fórmula 3 Britânica em 1999, onde conseguiu 2 vitórias e o 3º lugar na pontuação final, além de receber um prêmio simbólico da escuderia McLaren como piloto revelação.

## Fórmula 1

### Williams (2000)
Button ingressou na Fórmula 1 em 2000 pela equipe Williams, vencendo uma disputa qualificatória promovida pelo chefe da equipe, Frank Williams, com o piloto brasileiro da Fórmula 3000, Bruno Junqueira. O inglês foi o substituto do recém-saído Alessandro Zanardi.
Em sua primeira temporada na categoria, atingiu bons resultados como a 4ª colocação nos GP da Alemanha e 5º lugar nos GPs da Grã-Bretanha, Áustria, Bélgica e Japão atingindo a 8ª posição geral no campeonato, fato que não evitou a sua saída da equipe ao término do ano, devido aos muitos erros na maioria das corridas disputadas, dando lugar ao colombiano Juan Pablo Montoya.

### Benetton (2001)

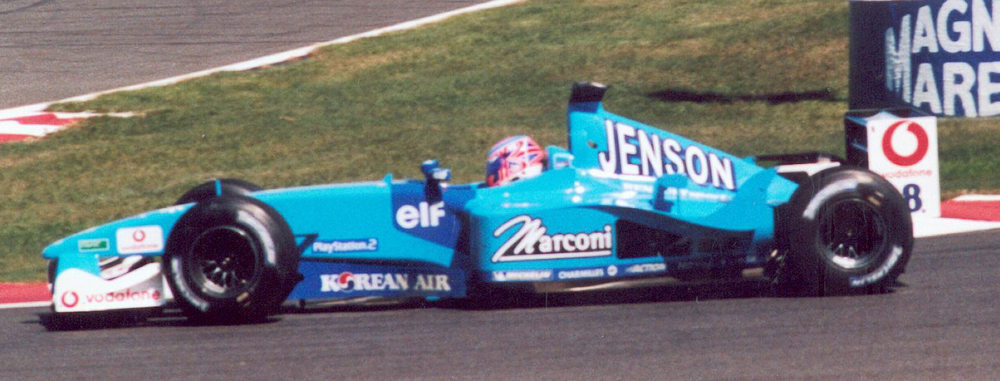
Button correndo pela Benetton no GP da França de 2001.

No ano seguinte, ainda sob contrato com Frank Williams, chegou à Benetton, que havia sido comprada recentemente pela Renault. Ao longo da temporada, o carro apresentou-se sem competitividade, sendo que, em apenas uma das provas, Button atingiu a zona de pontuação, alcançando a 5ª posição no GP da Alemanha que deixou em um modesto 17º lugar na classificação final.

### Renault (2002)

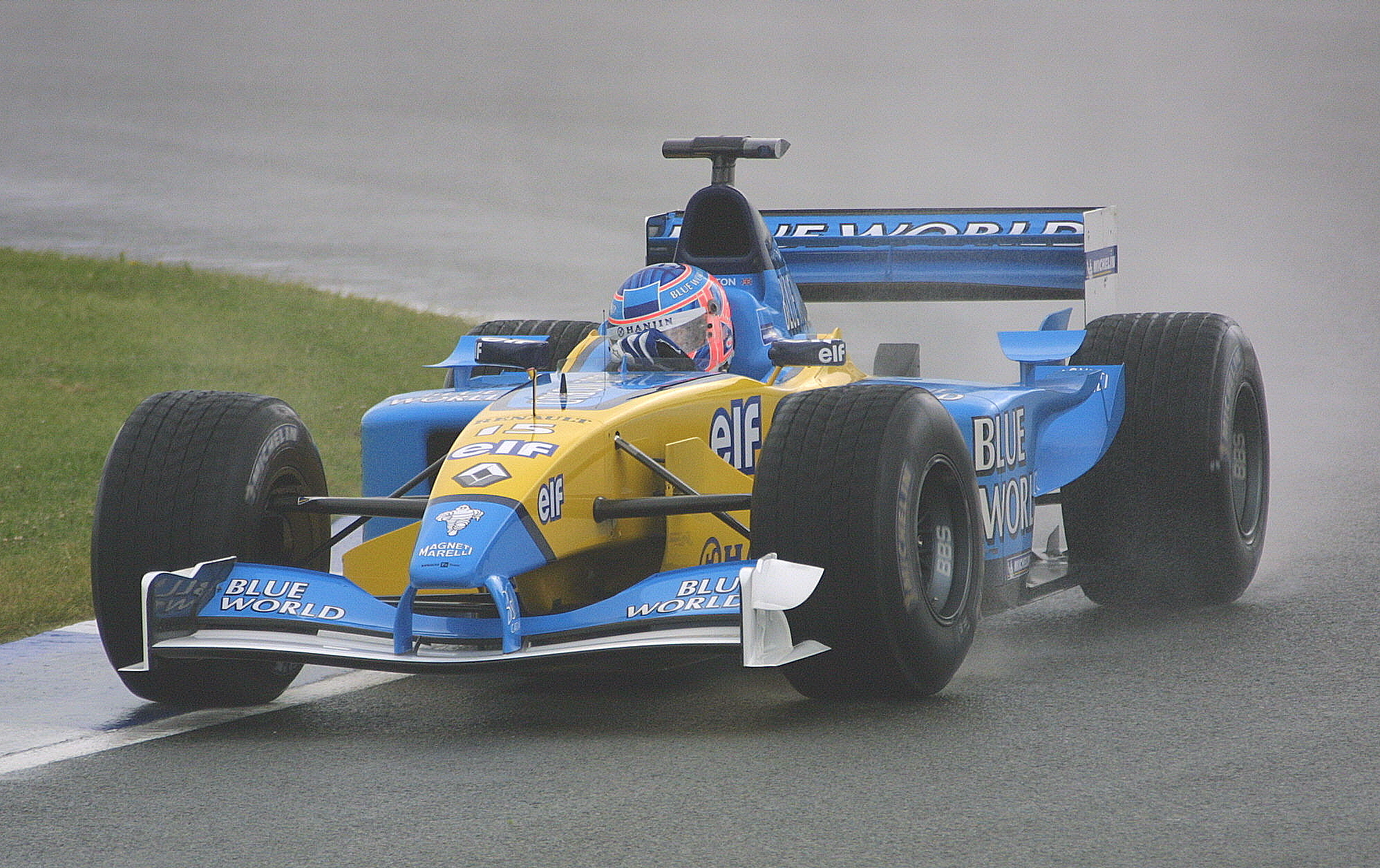
Button correndo pela Renault no GP da Grã Bretanha de 2002.

A compra da Benetton pela montadora francesa Renault resultava na criação da equipe de Fórmula 1 Renault F1 Team que começou sua participação na modalidade com Jenson e o piloto italiano Jarno Trulli, em 2002. Junto com a nova equipe, o inglês teve a oportunidade de apagar os maus resultados do ano anterior, pontuando em 7 das 17 etapas, e superando o companheiro de equipe na pontuação final, classificando na 7ª colocação.
O primeiro pódio de sua carreira quase se fez realidade no GP da Malásia, ocasião em que foi ultrapassado por Michael Schumacher na última volta devido à queda de rendimento de seu veículo causada por uma falha na suspensão. Button terminou a corrida em 4º.

### BAR (2003-2005)
Em 2003, pela BAR, teve ao seu lado ex-campeão mundial Jacques Villeneuve.

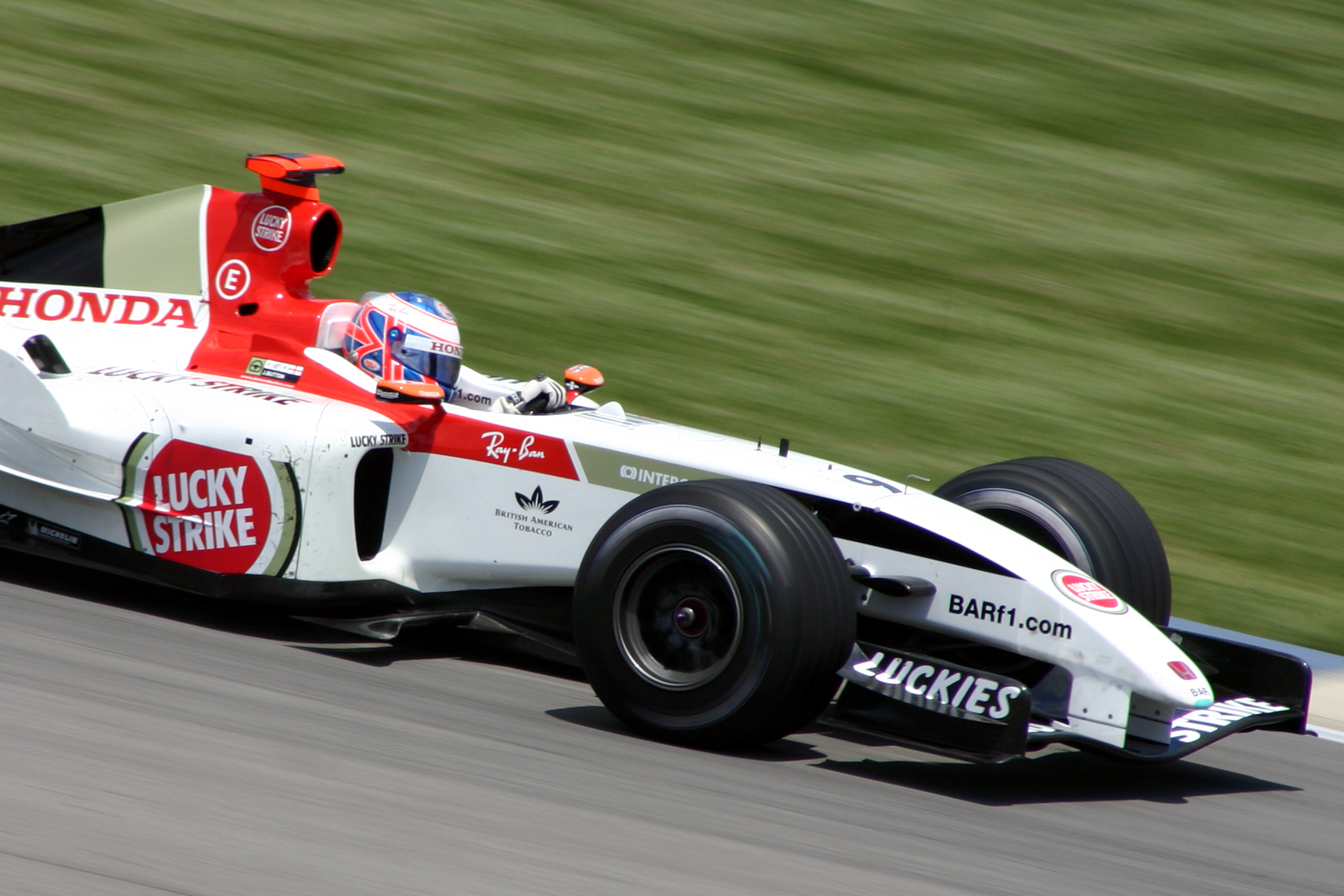
Button correndo pela BAR no GP dos Estados Unidos de 2004.

Bastou a primeira temporada na equipe para que o inglês superasse o desempenho do companheiro de equipe em quase todas as corridas do ano, e atingisse novamente a zona intermediária ao término do campeonato, em 9º. Foi neste ano também que Button pela primeira vez em sua carreira levou mais de uma volta no GP dos Estados Unidos.
O ano de 2004 trouxe melhoras significativas em sua carreira, e também o maior reconhecimento de sua regularidade como piloto. Conseguiu seu primeiro lugar no pódio no GP da Malásia,ficando atrás de Schumacher e Barrichello, ambos da Ferrari. Conquistou a sua pole position no GP de San Marino porém terminou em 2º. Ao término do campeonato, teve o 3º melhor desempenho, com 85 pontos, somando 10 pódios e 15 corridas na zona de pontuação, atrás apenas da então absoluta dupla da Ferrari que vencera seu 5º campeonato seguido, todos pelo alemão Michael Schumacher.
Antes do começo da temporada de 2005, a permanência de Button na BAR, foi ameaçada pela revelação de uma assinatura do piloto britânico com a equipe Williams, para os 2 anos seguintes, utilizando-se de uma aparente falha no contrato com a BAR. O chefe da equipe BAR, David Richards, recorreu a permanência de Button perante a FIA (Federação Internacional do Automóvel), entidade que coordena a Fórmula 1, que concluiu o pedido de mantê-lo na construtora.
Teve um fraco e conturbado começo de temporada em 2005, sem pontuar na primeira etapa no GP da Austrália, e retirado nas duas seguinte. O grande problema da temporada veio no GP de San Marino, quando foi desclassificado da prova e das 2 etapas seguintes devido ao sistema de combustível do carro que escondia certa quantidade do combustível presente no tanque.

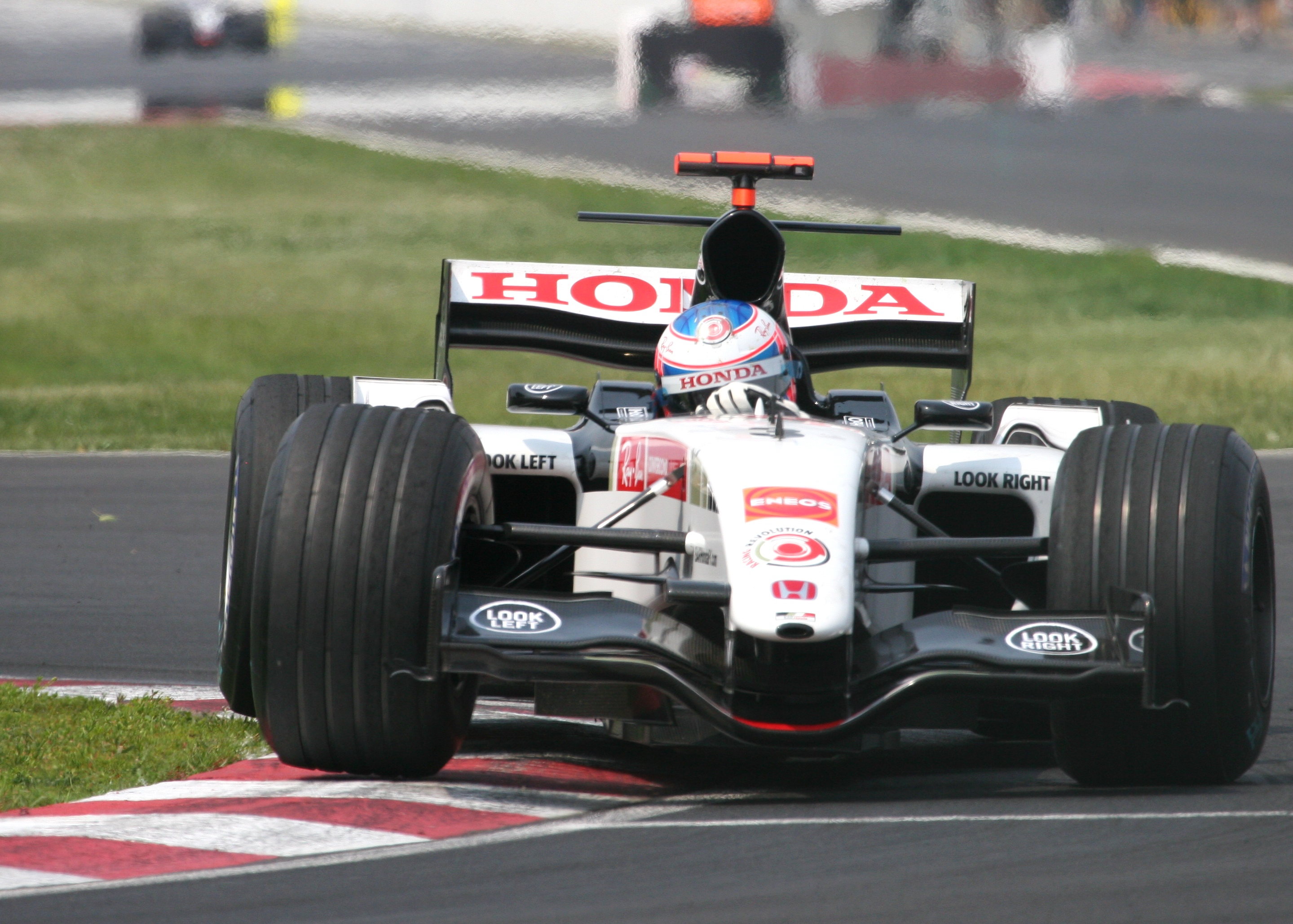
Button no GP do Canadá de 2005 onde conseguiu a pole position.

Apesar de começar a pontuar apenas na segunda metade da temporada, teve bons desempenhos em todas as últimas 10 provas. No GP do Canadá fez sua segunda pole position entretanto não completou a prova. Alcançou pódios Alemanha e na Bélgica e um bom 5º lugar em território britânico, repetindo o desempenho de 2003, novamente em 9º.

### 2006 a 2008: Honda

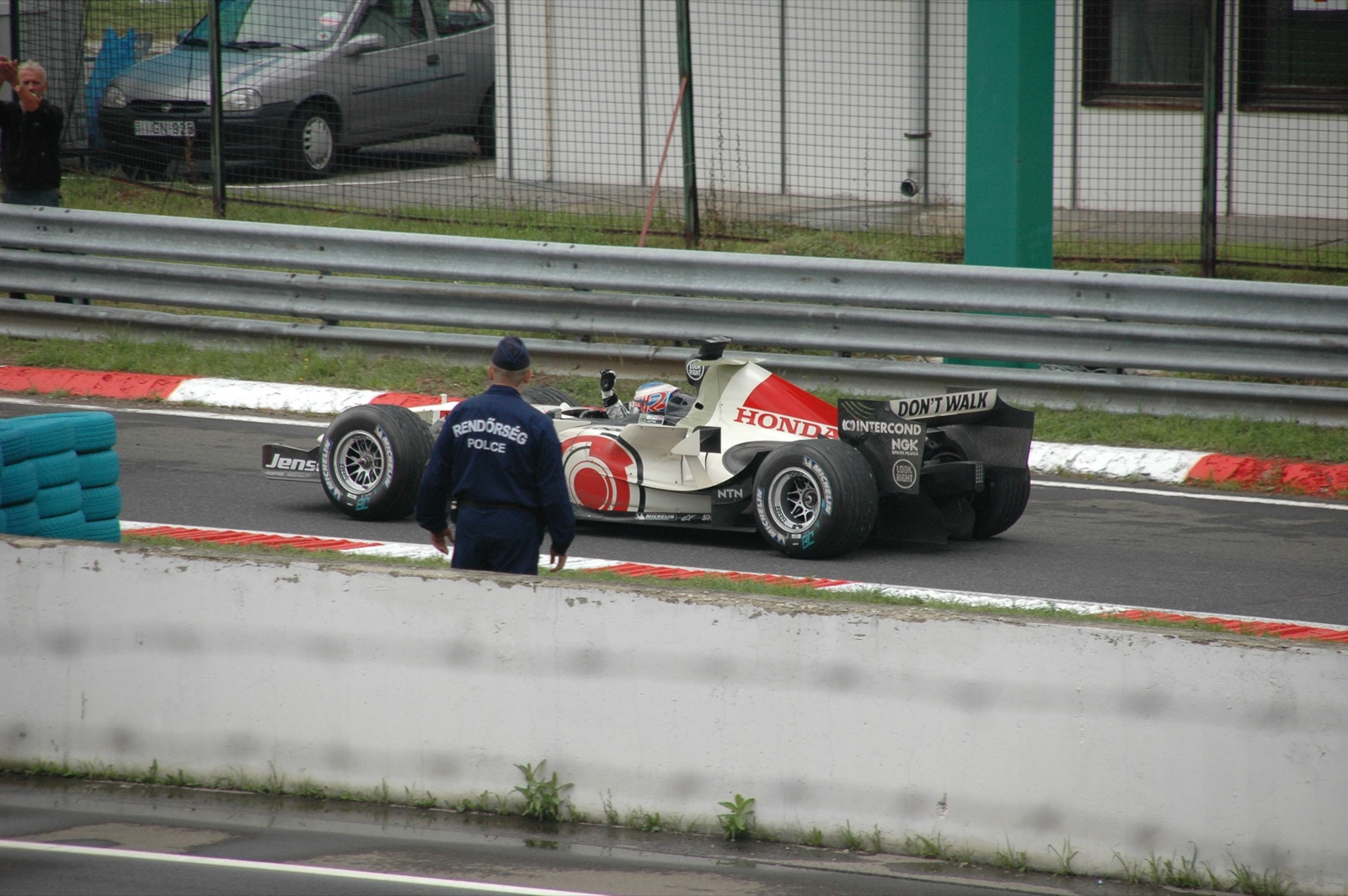
Button comemorando sua primeira vitória no GP da Hungria de 2006.

A BAR despedia-se da Fórmula 1, sendo substituída pela Honda F1 Team. O experiente piloto brasileiro Rubens Barrichello, que havia saído da Ferrari após 6 anos consecutivos, tornou-se o companheiro de Button e uma das grandes apostas da nova equipe. Novamente bons resultados deram ao inglês o status de piloto principal na escuderia, com poucos erros ofuscados por bons desempenhos.
A primeira vitória veio no dia 6 de Agosto de 2006, no Grande Prêmio da Hungria,  exatamente 13 anos após a primeira vitória de seu compatriota ex-campeão mundial, Damon Hill, neste mesmo circuito, e em seu 113º grande prêmio na carreira.
Button teve um promissor treino classificatório conquistando o 4º melhor tempo, entretanto foi penalizado com a perda de 10 posições no grid de largada em razão de mudanças precoces no motor de sua Honda. A penalidade obrigou o inglês a realizar uma corrida de recuperação desde a sua largada, ultrapassando 6 condutores, incluindo o alemão Michael Schumacher, e recuperando a 4ª posição já na 10ª volta. A partir daquele momento a prova apresentava-se a seu favor com a saídas de Fernando Alonso e Kimi Raikkonen, chegou à vitória com mais de 30 segundos de vantagem para Pedro De La Rosa, segundo colocado, no tempo de 1 hora 52 minutos 20 segundos e 941 centésimos tinha seu primeiro triunfo na modalidade.
Completou a Temporada de 2006 na 6º colocação com 56 pontos, 26 acima do companheiro Rubens Barrichello, a primeira vitória e 3 pódios na recém chegada Honda.

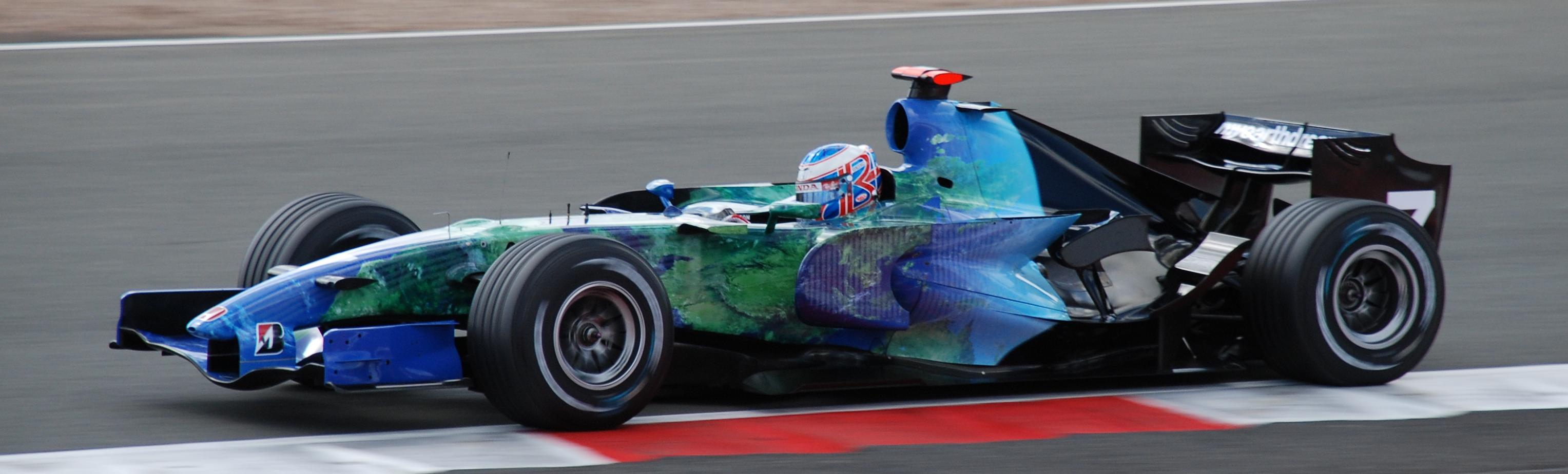
Button correndo pela Honda no GP da Grã-Bretanha de 2007.

Os dois anos seguintes foram os menos produtivos na carreira de Button, e não obstante, também do colega Barrichello. A equipe Honda, entrava em queda de rendimento, não proporcionando ao seus condutores carros competitivos o suficiente para brigar por boas posições.
Em 2007 raras ocasiões em que Button atingiu a zona de pontuação, em 8º na França e Itália, e 5º na China. Abandonou a corrida em 6 das 17 etapas, oscilou entre o 11º e 15º em todas as outras. No total conseguiu 6 pontos, os únicos da Honda no mundial de construtores já que seu companheiro Rubens Barrichello não pontuou na temporada. Button ficou em 15º lugar.
No ano seguinte, a Honda, já enfraquecida pelos fracos resultados, foi afetada pela crise econômica mundial, vindo a retirar-se da modalidade ao término da temporada. O piloto inglês pontuou em apenas uma prova, o Grande Prêmio da Espanha, terminando em 6º lugar, e finalizou a temporada com sua pior participação na carreira, 18º lugar com os 3 pontos conquistados em solo espanhol.
A retirada da equipe japonesa deixou Button e Barrichello com o futuro incerto na categoria, à espera de propostas ou até do ingresso em uma nova equipe, que poderia ocupar o lugar deixado pela Honda, que viria a acontecer no ano seguinte.

### 2009: Brawn GP

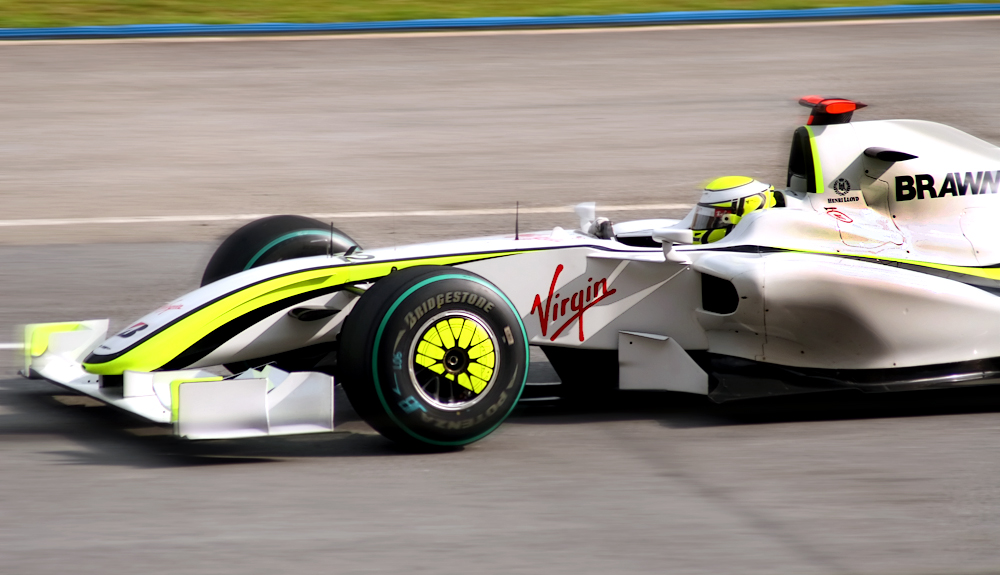
Button no GP da Malásia de 2009.

No dia 6 de Março de 2009, apenas algumas semanas antes do começo da temporada, o Chefe de Equipe da Honda F1 Team, Ross Brawn, assumiu o que restou da extinta equipe e formou a Brawn GP. Tanto Button como Barrichello, que não tinham as suas permanências asseguradas na categoria desde o fim da equipe Honda, foram confirmados como respectivos condutores da nova equipe.
Engajado no projeto de Ross Brawn, Button, com o salário reduzido pela metade para corte de despesas, teve a oportunidade de correr por uma equipe de caráter competitivo no início do campeonato, beneficiada pelo uso de um difusor, desenvolvido pela mesma, e apenas utilizado por Toyota e Williams, que daria vantagem às 3 equipes. O difusor reduz o atrito do ar no carro, proporcionando ao veículo mais aderência e aumentando a sua velocidade.
Alheio ao protesto de outras equipes, e sob o aval da FIA à sua construtora pelo uso de seu difusor, o inglês teve o melhor começo de temporada em toda a sua carreira. Absoluto, conquistou sua segunda vitória na categoria no GP da Austrália, fazendo a pole position no treino classificatório e dominando a prova desde o seu início, seguido ao término da etapa pelo companheiro Rubens Barrichello em 2º lugar. O desempenho do piloto britânico foi repetido no GP da Malásia, em meio a uma corrida conturbada por forte chuva que obrigou a direção da prova a optar por seu encerramento antes de completar 75% da quilometragem total, após 31 voltas de 56, mínimo exigido para a pontuação regular, caso não alcance essa porcentagem a pontuação deve ser dividida pela metade, assim Button ganhou 5 pontos ao invés de 10. Esse fato não ocorria desde o GP da Austrália de 1991, vencido pelo piloto brasileiro Ayrton Senna em apenas 14 voltas de prova, também devido a forte chuva.
O GP da China, foi primeiro a não ter vitória de Button, vencido pelo jovem alemão Sebastian Vettel, porém manteve uma série de 3 pódios consecutivos e a sua liderança isolada no mundial. Classificado em 5º lugar, 1 posição atrás de Rubens Barrichello, conseguiu superar o brasileiro e Fernando Alonso alcançando a 3ª posição. Voltou a vencer no GP do Barém, largando em 4º, apostou em estratégia da equipe no seu primeiro pit stop, e chegou a liderança mantendo-a até o término da prova. Já somava 31 pontos e liderança absoluta no campeonato.

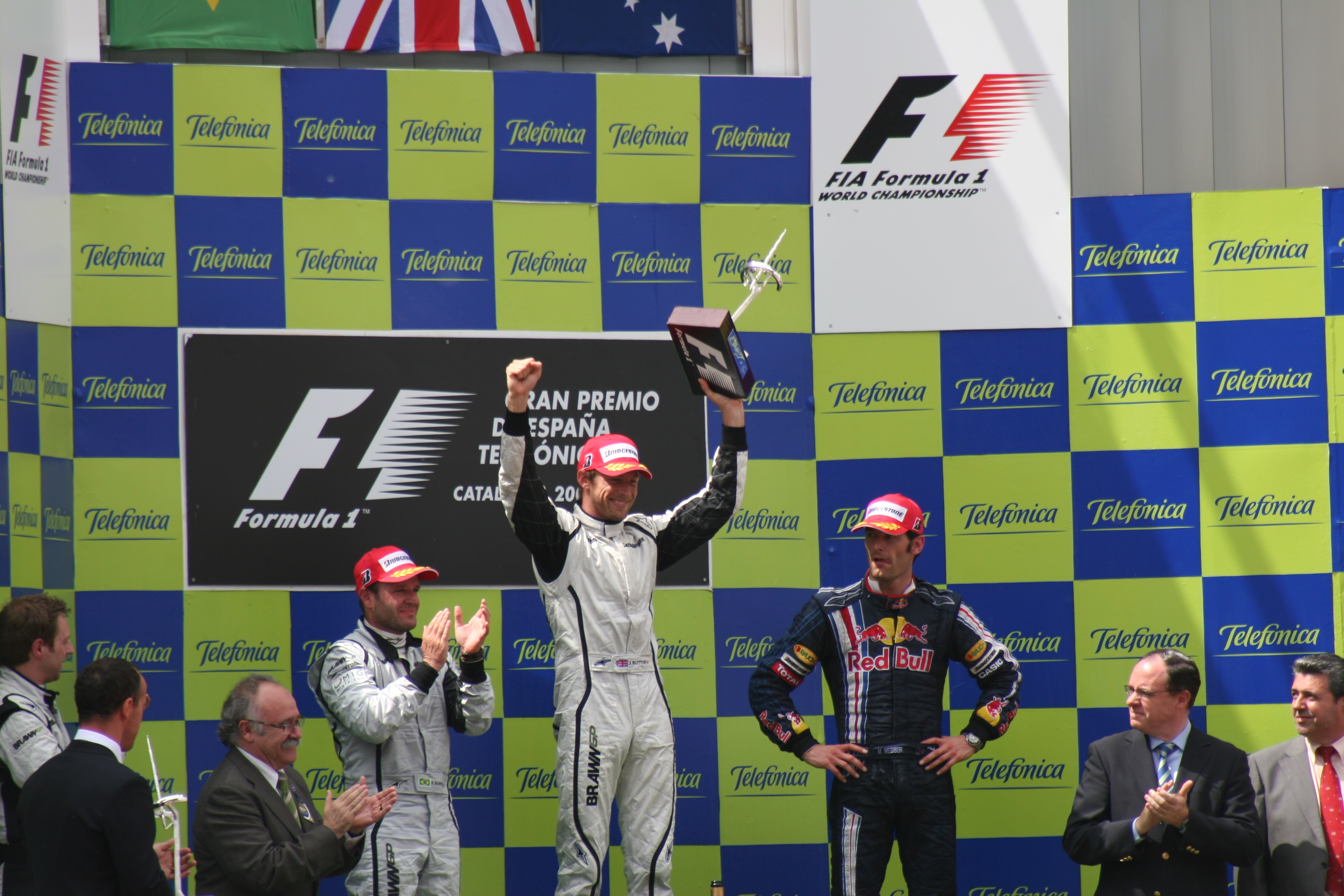
Pódio do GP da Espanha, da esquerda para a direita, Rubens Barrichello, Button e Mark Webber.

A etapa europeia chegou à Fórmula 1 com o GP da Espanha trazendo possível reação por parte de Ferrari e McLaren. Os pilotos de ambas as equipes utilizaram o KERS, dispositivo que proporciona maior potência na aceleração máxima do carro e que poderia dar vantagem aos mesmo em pontos de muita aceleração como retas. Destes apenas o brasileiro Felipe Massa da Ferrari, largando na 2ª fila, teve bom desempenho nos treinos de classificação sem ameaçar porém a pole positon de Jenson. Ameaça apenas na largada do companheiro de Brawn, Rubens Barrichello, que ao término da primeira curva já ocupava a 1ª colocação, seguido do inglês e de Massa que também largara bem, tomando a posição de Vettel. O feito de Barrichello encaminhava a sua primeira vitória no ano porém a mudança de estratégia de Button, de 3 paradas para apenas 2, devolveu a liderança e posteriormente a vitória ao inglês, a 4ª no ano, sendo quase absoluto no mundial até então com 41 pontos, vantagem de 14 para Barrichello, segundo colocado. Os pilotos de Ferrari e McLaren não tiveram desempenho acima do esperado, Felipe Massa da escuderia italiana, apesar de guiar a corrida inteira sem erro algum, foi prejudicado por falha de estratégia da equipe, resultando na falta de combustível ao final da prova e perdendo 3 posições faltando menos de 10 voltas, chegando em 6.º; Lewis Hamilton, atual campeão e piloto da McLaren, não pontuou e ambos os companheiros de Massa (Kimi Raikkonen) e Hamilton (Heikki Kovalainen) não completaram a prova.
No GP de Mônaco, fez novamente a pole position, no tempo de 1:14.902, e não teve problemas para chegar à sua quinta vitória na temporada, sem ter a liderança ameaçada em momento algum, aumentando sua vantagem em pontos para Barrichello, segundo colocado do campeonato, de 14 para 16 pontos.
Pela primeira vez no campeonato, Button abriu mais de 20 pontos na liderança, 26 a frente do companheiro brasileiro, que não completou a prova, ultrapassando o pole position da etapa turca, logo na primeira volta, Sebastian Vettel, após largar na segunda posição. A partir da ultrapassagem, guiou sua Brawn BGP 001 sem falhas até a bandeirada final, superioridade de carro, equipe e piloto resultaram na 6 vitória do inglês em 7 corridas, quarta conquista seguida.
Mais de um terço da temporada se passou para que o rendimento dos carros da Brawn GP fosse igualado pelas escuderias consideradas grandes como Ferrari e McLaren, e até pelas concorrentes diretas desde o começo do campeonato RBR e Toyota. No GP da Grã-Bretanha, terra natal de Button onde havia certa expectativa quanto ao rendimento do piloto diante de torcida compatriota, teve seu tempo superado por 5 pilotos nas 3 partes do treino de classificação, entre eles o companheiro Rubens Barrichello que fora inferior ao inglês em todas as etapas anteriores. Classificou-se em 6º.

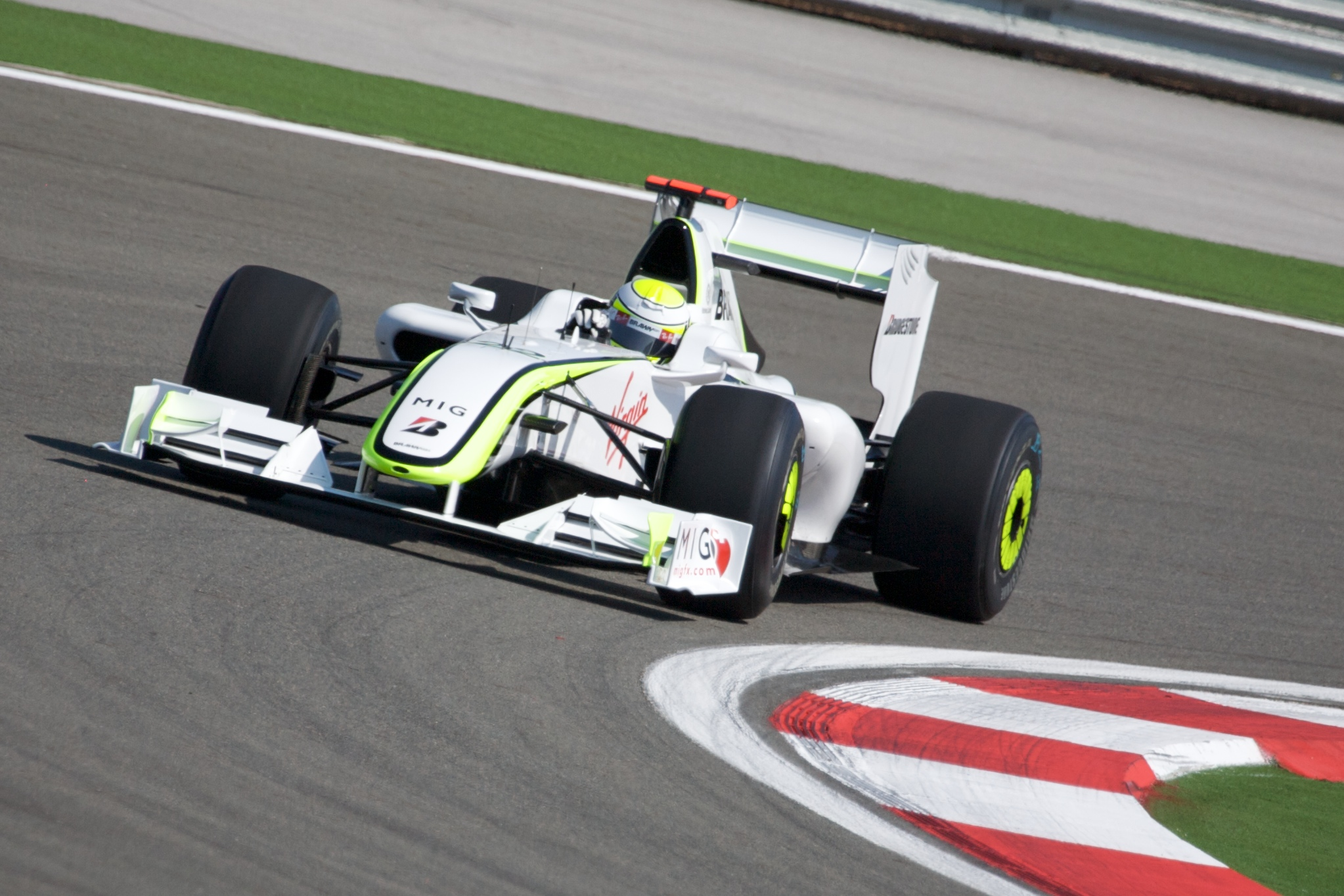
Button no GP da Turquia de 2009.

A corrida destacou a recuperação do piloto brasileiro Felipe Massa que largou em 11º e chegou na 4ª posição e o jovem alemão, pole position, Sebastian Vettel que dominou a prova desde seu início. O inglês que nada pode fazer contra predomínio da RBR, completou a prova na mesma 6ª posição que largou, na etapa marcada pelo equilíbrio que o campeonato atingiria inevitavelmente nas provas seguintes. A Brawn GP se manteve forte na pontuação com o pódio alcançado por Barrichello em 3º somado aos 3 pontos do inglês.
Nas 3 etapas seguintes Jenson Button, apesar da perda do domínio quase absoluto que obteve nas 7 primeiras corridas, conseguiu manter-se pontuando, 8 pontos, com um 5º lugar no GP da Alemanha e 7º nos GPs da Hungria e da Europa, amenizando a queda de vantagem em relação aos concorrentes diretos, Rubens Barrichello a 18 pontos e Mark Webber 20,5 pontos a menos que o inglês.
Faltando 6 corridas para o fim da temporada, Button apostara em continuidade de pontuação para manter-se no topo, já que possuía boa vantagem na liderança da competição, 18 pontos. Entretanto o GP da Bélgica seria a sua primeira corrida sem pontuar, a primeira vez que abandonou uma prova no ano. Logo na primeira volta envolveu-se em um acidente com Romain Grosjean da Renault, Jaime Alguersuari da Toro Rosso e o campeão mundial Lewis Hamilton da McLaren; todos colidiram e tiveram que abandonar a prova. A etapa não foi pior para o inglês devido ao problema de largada de Rubens Barrichello que foi para último e teve de fazer uma corrida de recuperação para chegar em 7º e conseguir 2 pontos, 3 posições atrás de sua posição de largada; e Mark Webber que levou punição por quase colidir com outro piloto nas boxes, chegando em 9º e não pontuando. O alemão Sebastian Vettel assumiu a terceira posição no campeonato marcando 6 pontos, a 21 de Button.

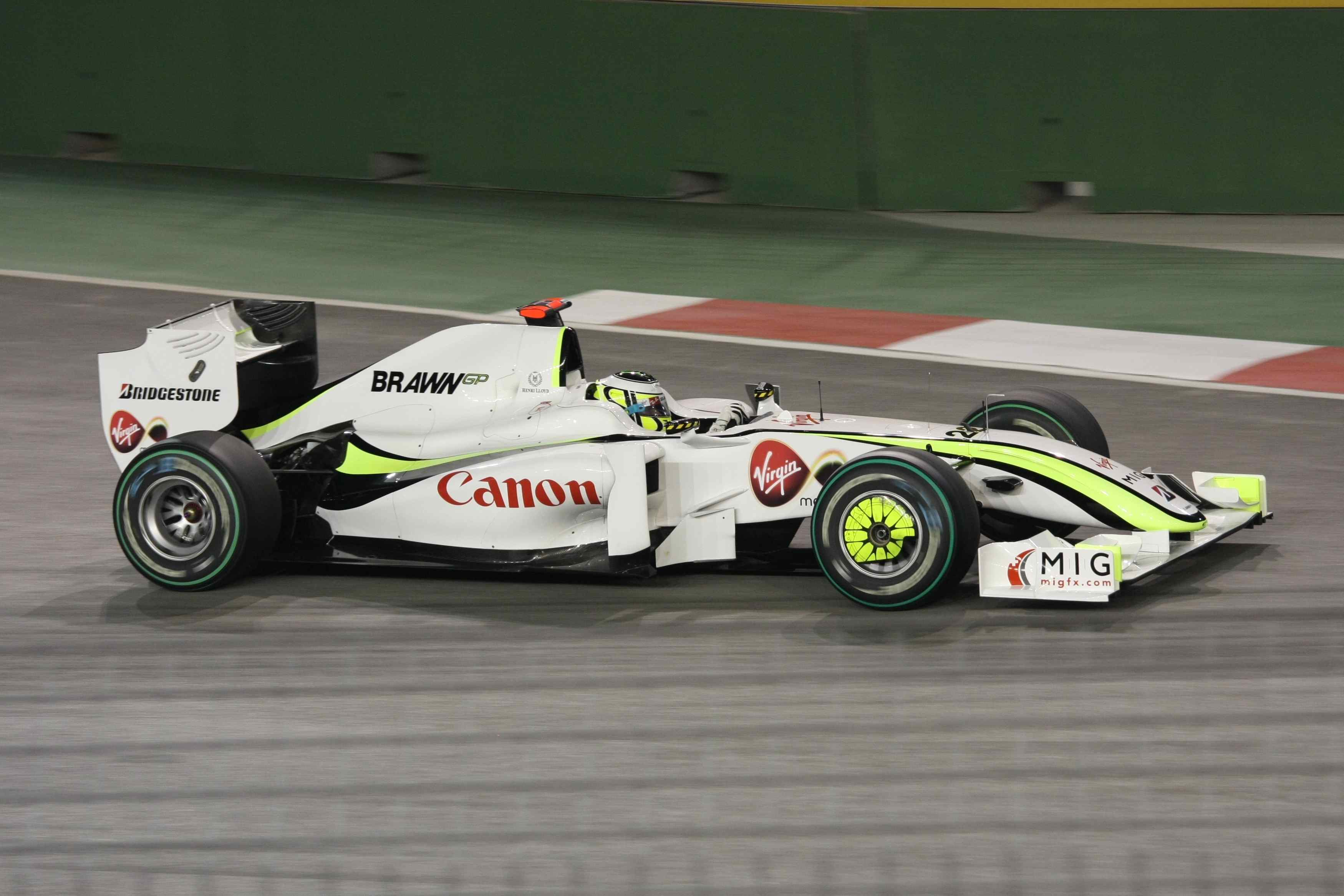
Terminando a prova de Singapura em 5º lugar, uma posição à frente de Barrichello, abrindo 15 pontos na liderança do mundial.

O Grande Prêmio da Itália marcou a recuperação de Button em relação à pontuação do campeonato, e amenizou a disputa direta com Barrichello pelo título da temporada. Durante o treino classificatório da etapa, o carro do inglês teve desempenho semelhante ao do companheiro de equipe, rendendo-lhe a sexta posição no grid, apenas uma atrás de Rubens. A equipe Brawn teve sucesso em sua estratégia de apenas 1 parada para cada piloto, uma a menos que todos os outros competidores diretos no grid. Lewis Hamilton, Kimi Raikkonen e Adrian Sutil, foram ultrapassados por Jenson e Rubens que completaram a prova líderes. O brasileiro diminuiu a vantagem de Button para 14 pontos faltando 4 etapas para o fim da temporada.
A disputa entre Button e Barrichello teria enfim um "capítulo" favorável ao inglês em Singapura, quando ao classificar-se apenas em 12.º teve um fator favorável na briga pelo título; Barrichello deveria largar em 5.º lugar entretanto fora punido na perda de 5 posições no grid por trocar de câmbio durante os treinos. Largou em 11.º; o alemão Nick Heidfeld teve de trocar o câmbio e utilizar o 9.º motor na temporada, como punição teve de largar dos boxes; assumiu a 10.ª posição, beneficiou-se do acidente entre Adrian Sutil e Nick Heidfeld que levou o carro de segurança à corrida e o inglês, que não parou ganhou mais 2 posições. A consagração da corrida veio no período em que Button ficou na pista a mais que o companheiro de equipe, realizando voltas mais rápidas até o momento de sua parada. Voltou à frente de Rubens, terminando em 5º lugar e aumentando em 1 ponto a disputa do mundial. A Brawn GP alcançou 153 pontos no mundial de construtores, e Button passou a ter a possibilidade de chegar ao inédito título no Grande Prêmio do Japão.
A vitória do inglês não se concretizou no GP do Japão em que chegou na 8ª posição, um atrás de Rubens, mas viria de forma dramática no país de seu companheiro de equipe e adversário direto ao título, o Grande Prêmio do Brasil. Em um sábado de forte chuva o treino classificatório beneficiou Barrichello com a pole position, Button apenas classificou-se em 14º, mantendo a disputa do título totalmente favorável ao brasileiro. Se fossem mantidas as posições, Barrichello chegaria a 81 pontos contra 85 de Button, entretanto ,a corrida, ao contrário do treino, mostrou-se em favor do inglês desde o início. Logo na primeira volta, os acidentes de Adrian Sutil, Jarno Trulli e Fernando Alonso, ajudaram Button a ganhar 4 posições. Barrichello foi ultrapassado por Mark Webber, nos boxes e passou a peder rendimento em meio ao tráfego de outros pilotos que ainda não haviam parado. Alheio ao desempenho do brasileiro, Jenson fez corrida de recuperação com muitas ultrapassagens que renderam-lhe a 5ª posição ao término da prova. Barrichello, até então segundo colocado no mundial, não teve chances de postergar a decisão do campeonato para o Grande Prêmio de Abu Dhabi. Com problemas no pneu, teve de parar pela terceira vez nos boxes, chegando apenas em 8º. Assim Button tornou-se pela primeira vez campeão do mundial de Fórmula 1, sendo o 10º piloto inglês consagrado, e o 31º campeão da categoria.

### 2010 a 2016: McLaren

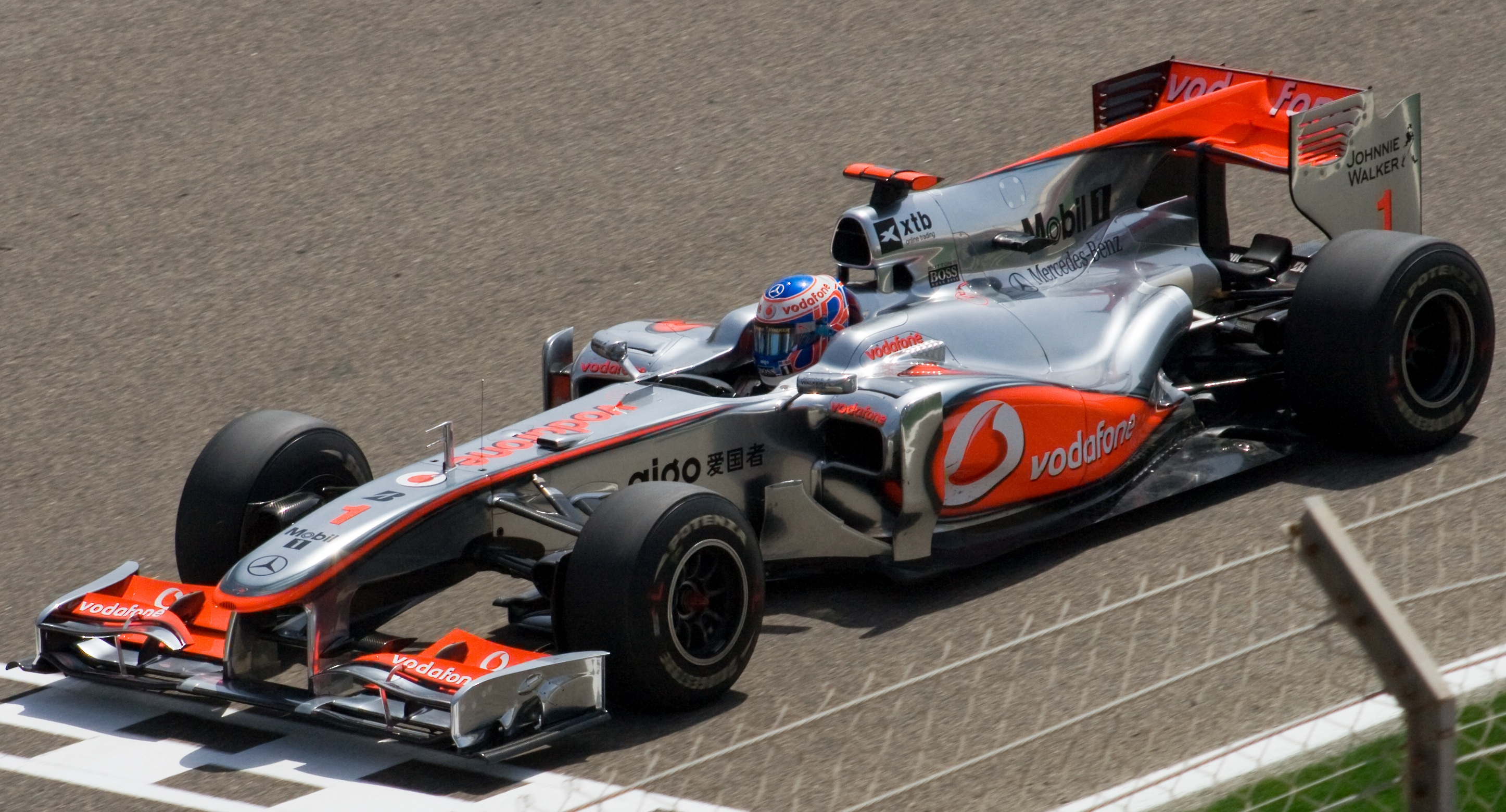
Button em sua primeira corrida pela McLaren no GP do Barém de 2010.

No dia 18 de novembro de 2009, foi confirmada a contratação de Button pela McLaren, tornando-se companheiro de Lewis Hamilton para a temporada 2010. Com isso, a escuderia passou a ter os dois últimos campeões mundiais (Hamilton em 2008 e Button em 2009) A primeira vitória pela equipe inglesa veio na segunda etapa da temporada, o Grande Prêmio da Austrália. Button conseguiu sua segunda vitória na equipe no Grande Prêmio da China, depois disso ele subiu mais cinco vezes do pódio, porém sem vitórias e terminou o ano com 214 pontos, ocupando a quinta colocação.
Em 2011 Button e seu companheiro Lewis Hamilton demonstraram grande otimismo. Depois de conseguir três pódios, Button consegue uma vitória magistral no Grande Prêmio do Canadá, conseguindo ultrapassar o líder da corrida Sebastian Vettel na ultima volta, essa corrida foi a mais longa da historia da Fórmula 1, com duração de mais de quatro horas devido a uma pausa por causa de uma forte chuva, segundo Button foi a melhor vitória de sua carreira até então, devido a seis paradas nos boxes durante a corrida. Depois de uma sexto lugar no Grande Prêmio da Europa, ele acabou sem pontuar as duas corridas seguintes devido a problemas no carro, após isso ele admitiu ainda ter chances de vencer, porém estava fora da briga pelo título. No Grande Prêmio da Hungria ele completou 200 corridas na carreira e foi coroado por uma grande vitória no mesmo circuito onde ele venceu pela primeira vez em 2006, foi a quarta vitória na McLaren e a décima primeira na carreira.

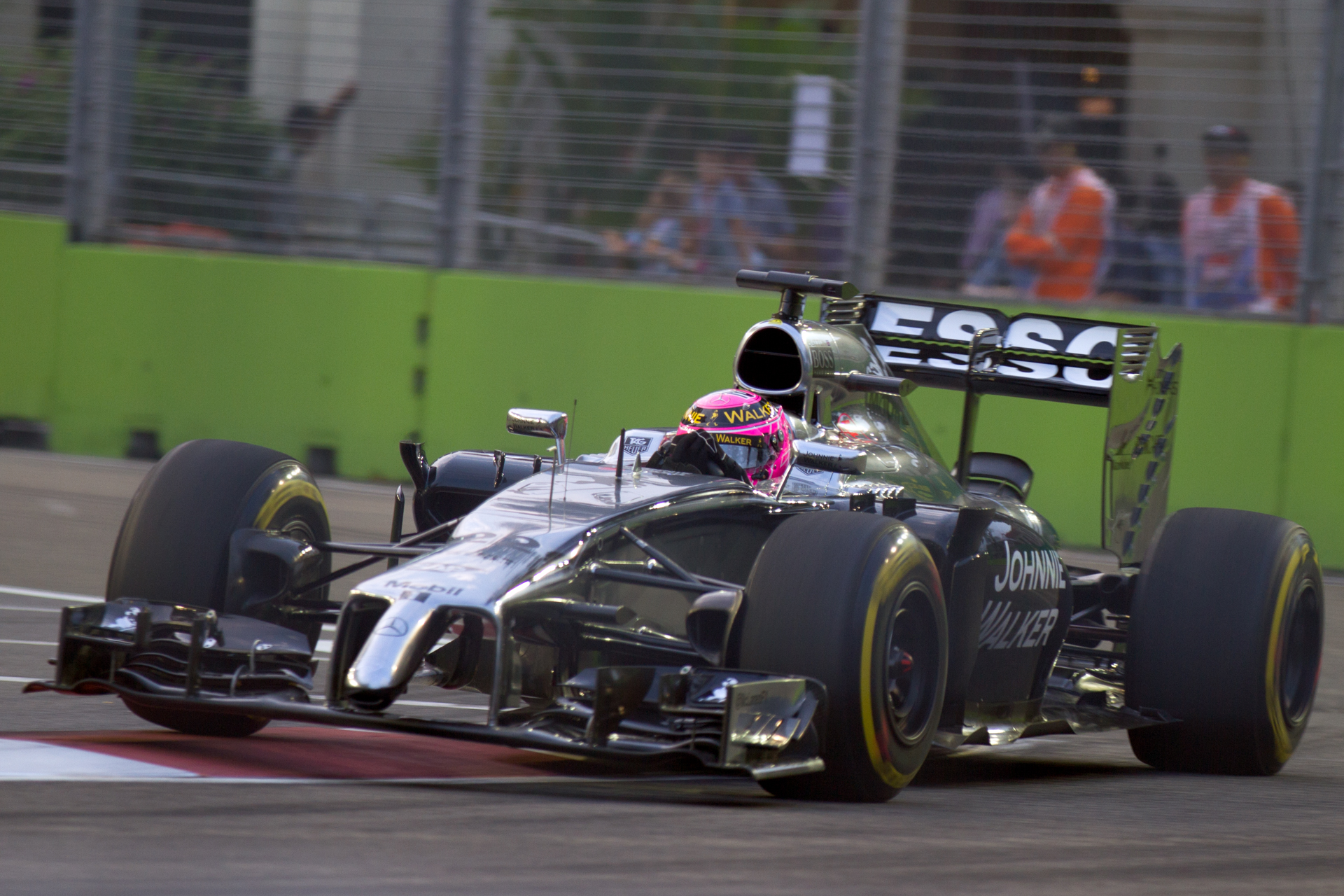
Button no GP de Singapura de 2014, destaque do capacete cor de rosa, em homenagem a seu pai, John Button

Depois de sua vitória no Grande Prêmio do Canadá, Button ganhou o apelido de piloto das corridas difíceis devido ao seu arranjo de pilotagem que economiza muito os pneus e isso ajuda a ter bons resultados nas corridas. Isso aconteceu no Grande Prêmio da Bélgica, onde ele teve problemas, largou em 13° e fez uma grande corrida, terminando em terceiro e conseguindo ir ao pódio.
Seu pai, John Button, grande incentivador de sua carreira, faleceu em janeiro de 2014. Para homenageá-lo, passou a utilizar um capacete com pintura cor de rosa, preferida dele, a partir do Grande Prêmio da Grã-Bretanha.
Após o fim da temporada de 2014, a equipe renovou seu contrato por mais duas temporadas. Apesar disso, em meados da temporada 2015 declarou que tinha dúvidas sobre seu futuro, que foram dissipadas com o anúncio da equipe confirmando sua permanência em 2016.
No dia 3 de setembro de 2016, depois do treino classificatório do GP da Itália, a McLaren anunciou o que classifica como uma "inovadora estratégia de três pilotos" para as duas próximas temporadas. Sua dupla no próximo ano será o espanhol Fernando Alonso e o jovem belga Stoffel Vandoorne, atual reserva. E Jenson Button? Não, o britânico de 36 anos não confirmou sua aposentadoria da F1. Especulado na Williams por meses, o campeão mundial de 2009 segue na McLaren como piloto reserva e embaixador. Além disso, tem a opção de voltar a ser titular em 2018, caso Alonso decida encerrar a carreira.
Presidente do Grupo McLaren, Ron Dennis admitiu que o retorno de Jenson Button como titular em 2018 é uma possibilidade real. Com a medida, o britânico pode tirar um ano mais relaxado em 2017 e, caso a equipe acerte a mão com o carro no novo regulamento, seu vínculo o deixa com chances de voltar na temporada seguinte.

### Outras categorias

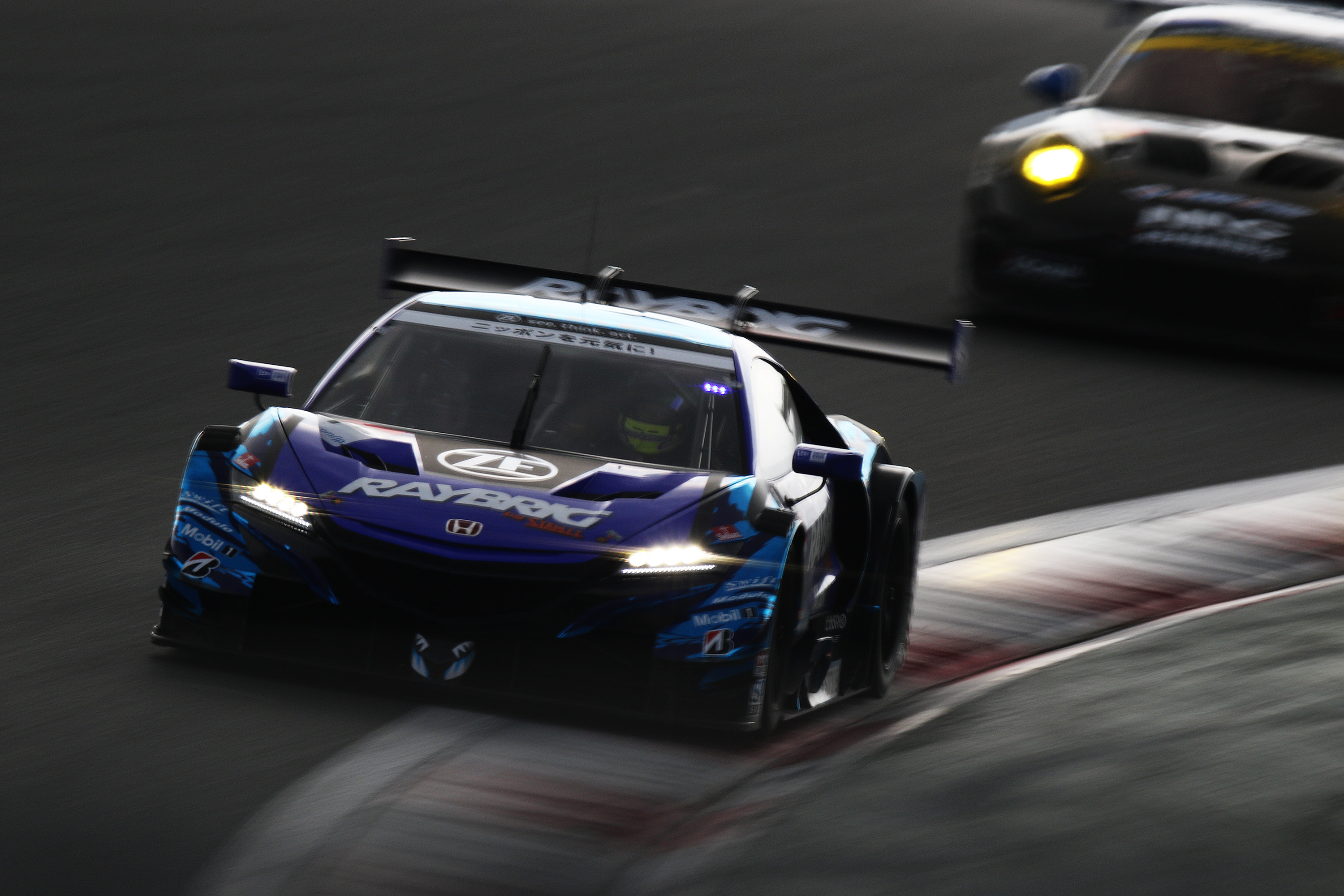
Button na Super GT em 2019.

Disputou a Super GT entre 2017 e 2019 e a FIA WEC em 2018 e 2019.

### Aposentadoria
Antes do Grande Prêmio de Abu Dhabi, Jenson, anunciou definitivamente sua aposentadoria da categoria, encerrando assim ao final da temporada de 2016 sua aposentadoria, junto ao piloto brasileiro Felipe Massa.
No entanto voltou a um cockpit da F1 no GP de Mônaco de 2017 para substituir Fernando Alonso que decidiu disputar as 500 milhas de Indianápolis pela Fórmula Indy, que ocorreria no mesmo final de semana do GP de Mônaco.

### Consultor sênior da Williams
Em janeiro de 2021, Button ingressou na Williams Racing como consultor sênior em um contrato de vários anos, 21 anos depois de sua primeira corrida pela equipe. Ele trabalha com os pilotos de corrida e da Williams Driver Academy na pista e na sede da equipe, além de realizar funções de embaixador para a equipe.

## Vida pessoal
Button foi casado com a modelo japonesa Jessica Michibata. Eles iniciaram relacionamento em 2009, casaram-se em Dezembro de 2014, e separaram-se em dezembro de 2015.
Em março de 2016, Button iniciou relacionamento com a modelo norte-americana Brittny Ward. Os dois se casaram em março de 2022. Em julho de 2019, Ward deu a luz ao primeiro filho do casal, Hendrix Jonathan Button. Em dezembro de 2020, nasceu Lenny Monrow Button, segundo filho, sendo a primeira menina.

## Resultados na Fórmula 1
Legenda: (Corridas em negrito indicam pole position); (Corridas em itálico indicam volta mais rápida)
| Ano  | Equipe                            | Chassi         | Motor                         | 1       | 2       | 3       | 4       | 5       | 6       | 7       | 8       | 9       | 10      | 11      | 12      | 13      | 14      | 15      | 16      | 17      | 18      | 19     | 20     | 21      | Classificação | Pontos |
| ---- | --------------------------------- | -------------- | ----------------------------- | ------- | ------- | ------- | ------- | ------- | ------- | ------- | ------- | ------- | ------- | ------- | ------- | ------- | ------- | ------- | ------- | ------- | ------- | ------ | ------ | ------- | ------------- | ------ |
| 2000 | BMW WilliamsF1 Team               | Williams FW22  | BMW E41 3.0 V10               | AUS Ret | BRA 6   | SMR Ret | GBR 5   | ESP 17  | EUR 10  | MON Ret | CAN 11  | FRA 8   | AUT 5   | ALE 4   | HUN 9   | BEL 5   | ITA Ret | EUA Ret | JAP 5   | MAL Ret |         |        |        |         | 8º            | 12     |
| 2001 | Mild Seven Benetton Renault       | Benetton B201  | Renault RS21 3.0 V10          | AUS Ret | MAL 11  | BRA 10  | SMR 12  | ESP 15  | AUT Ret | MON 7   | CAN Ret | EUR 13  | FRA 16  | GBR 15  | ALE 5   | HUN 19  | BEL Ret | ITA Ret | EUA 9   | JAP 7   |         |        |        |         | 17º           | 2      |
| 2002 | Mild Seven Renault F1 Team        | Renault R202   | Renault RS22 3.0 V10          | AUS Ret | MAL 4   | BRA 4   | SMR 5   | ESP 12  | AUT 7   | MON Ret | CAN 15  | EUR 5   | GBR 12  | FRA 6   | ALE Ret | HUN Ret | BEL Ret | ITA 5   | EUA 8   | JAP 6   |         |        |        |         | 7º            | 14     |
| 2003 | Lucky Strike BAR Honda            | BAR 005        | Honda RA003E 3.0 V10          | AUS 10  | MAL 7   | BRA Ret | SMR 8   | ESP 9   | AUT 4   | MON NL  | CAN Ret | EUR 7   | FRA Ret | GBR 8   | ALE 8   | HUN 10  | ITA Ret | EUA Ret | JAP 4   |         |         |        |        |         | 9º            | 17     |
| 2004 | Lucky Strike BAR Honda            | BAR 006        | Honda RA004E 3.0 V10          | AUS 6   | MAL 3   | BAR 3   | SMR 2   | ESP 8   | MON 2   | EUR 3   | CAN 3   | EUA Ret | FRA 5   | GBR 4   | ALE 2   | HUN 5   | BEL Ret | ITA 3   | CHN 2   | JAP 3   | BRA Ret |        |        |         | 3º            | 85     |
| 2005 | Lucky Strike BAR Honda            | BAR 007        | Honda RA005E 3.0 V10          | AUS 11  | MAL Ret | BAR Ret | SMR DSQ | ESP     | MON     | EUR 10  | CAN Ret | EUA NL  | FRA 4   | GBR 5   | ALE 3   | HUN 5   | TUR 5   | ITA 8   | BEL 3   | BRA 7   | JAP 5   | CHN 8  |        |         | 9º            | 37     |
| 2006 | Lucky Strike Honda Racing F1 Team | Honda RA106    | Honda RA806E 2.4 V8           | BAR 4   | MAL 3   | AUS 10  | SMR 7   | EUR Ret | ESP 6   | MON 11  | GBR Ret | CAN 9   | EUA Ret | FRA Ret | ALE 4   | HUN 1   | TUR 4   | ITA 5   | CHN 4   | JAP 4   | BRA 3   |        |        |         | 6º            | 56     |
| 2007 | Honda Racing F1 Team              | Honda RA107    | Honda RA807E 2.4 V8           | AUS 15  | MAL 12  | BAR Ret | ESP 12  | MON 11  | CAN Ret | EUA 12  | FRA 8   | GBR 10  | EUR Ret | HUN Ret | TUR 13  | ITA 8   | BEL Ret | JAP 11  | CHN 5   | BRA Ret |         |        |        |         | 15º           | 6      |
| 2008 | Honda Racing F1 Team              | Honda RA108    | Honda RA808E 2.4 V8           | AUS Ret | MAL 10  | BAR Ret | ESP 6   | TUR 11  | MON 11  | CAN 11  | FRA Ret | GBR Ret | ALE 17  | HUN 12  | EUR 13  | BEL 15  | ITA 15  | SIN 9   | JAP 14  | CHN 16  | BRA 13  |        |        |         | 18º           | 3      |
| 2009 | Brawn GP F1 Team                  | Brawn BGP 001  | Mercedes FO108W 2.4 V8        | AUS 1   | MAL 1‡  | CHN 3   | BAR 1   | ESP 1   | MON 1   | TUR 1   | GBR 6   | ALE 5   | HUN 7   | EUR 7   | BEL Ret | ITA 2   | SIN 5   | JAP 8   | BRA 5   | ABU 3   |         |        |        |         | 1º            | 95     |
| 2010 | Vodafone McLaren Mercedes         | McLaren MP4-25 | Mercedes FO 108X 2.4 V8       | BAR 7   | AUS 1   | MAL 8   | CHN 1   | ESP 5   | MON Ret | TUR 2   | CAN 2   | EUR 3   | GBR 4   | ALE 5   | HUN 8   | BEL Ret | ITA 2   | SIN 4   | JAP 4   | COR 12  | BRA 5   | ABU 3  |        |         | 5º            | 214    |
| 2011 | Vodafone McLaren Mercedes         | McLaren MP4-26 | Mercedes FO 108Y 2.4 V8       | AUS 6   | MAL 2   | CHN 4   | TUR 6   | ESP 3   | MON 3   | CAN 1   | EUR 6   | GBR Ret | ALE Ret | HUN 1   | BEL 3   | ITA 2   | SIN 2   | JAP 1   | COR 4   | IND 2   | ABU 3   | BRA 3  |        |         | 2º            | 270    |
| 2012 | Vodafone McLaren Mercedes         | McLaren MP4-27 | Mercedes FO 108Z 2.4 V8       | AUS 1   | MAL 14  | CHN 2   | BAR Ret | ESP 9   | MON Ret | CAN 16  | EUR 8   | GBR 10  | ALE 2   | HUN 6   | BEL 1   | ITA Ret | SIN 2   | JAP 4   | COR Ret | IND 5   | ABU 4   | EUA 5  | BRA 1  |         | 5º            | 188    |
| 2013 | Vodafone McLaren Mercedes         | McLaren MP4-28 | Mercedes FO 108F 2.4 V8       | AUS 9   | MAL 17† | CHN 5   | BAR 10  | ESP 8   | MON 6   | CAN 12  | GBR 13  | ALE 6   | HUN 7   | BEL 6   | ITA 10  | SIN 7   | JAP 8   | COR 9   | IND 14  | ABU 12  | EUA 10  | BRA 4  |        |         | 9º            | 73     |
| 2014 | McLaren Mercedes                  | McLaren MP4-29 | Mercedes PU106A Hybrid 1.6 V6 | AUS 3   | MAL 6   | BAR 17† | CHN 11  | ESP 11  | MON 6   | CAN 4   | AUT 11  | GBR 4   | ALE 8   | HUN 10  | BEL 6   | ITA 8   | SIN Ret | JAP 5   | RUS 4   | EUA 12  | BRA 4   | ABU 5  |        |         | 8º            | 126    |
| 2015 | McLaren Honda                     | McLaren MP4-30 | Honda RA615H 1.6 V6           | AUS 11  | MAL Ret | CHN 14  | BAR NL  | ESP 16  | MON 8   | CAN Ret | AUT Ret | GBR Ret | HUN 9   | BEL 14  | ITA 14  | SIN Ret | JAP 16  | RUS 9   | EUA 6   | MEX 14  | BRA 14  | ABU 12 |        |         | 16º           | 16     |
| 2016 | McLaren Honda                     | McLaren MP4-31 | Honda RA616H 1.6 V6           | AUS 14  | BAR Ret | CHN 13  | RUS 10  | ESP 9   | MON 9   | CAN Ret | EUR 11  | AUT 6   | GBR 12  | HUN Ret | ALE 8   | BEL Ret | ITA 12  | SIN Ret | MAL 9   | JAP 18  | EUA 9   | MEX 12 | BRA 16 | ABU Ret | 15º           | 21     |
| 2017 | McLaren Honda                     | McLaren MCL32  | Honda RA617H 1.6 V6           | AUS     | CHN     | BAR     | RUS     | ESP     | MON Ret | CAN     | AZE     | AUT     | GBR     | HUN     | BEL     | ITA     | SIN     | MAL     | JAP     | EUA     | MEX     | BRA    | ABU    |         | -             | 0      |

† Pilotos que não terminaram o Grande Prêmio mas foram classificados pois completaram 90% da corrida.
‡ Em corridas que não completaram 75% das voltas a pontuação é reduzida pela metade.

## Vitórias por equipe
- McLaren: 8
- Brawn: 6
- Honda: 1